# Minipsyrassa bicolor
Minipsyrassa bicolor là một loài bọ cánh cứng trong họ Cerambycidae.